# پارته نوپه

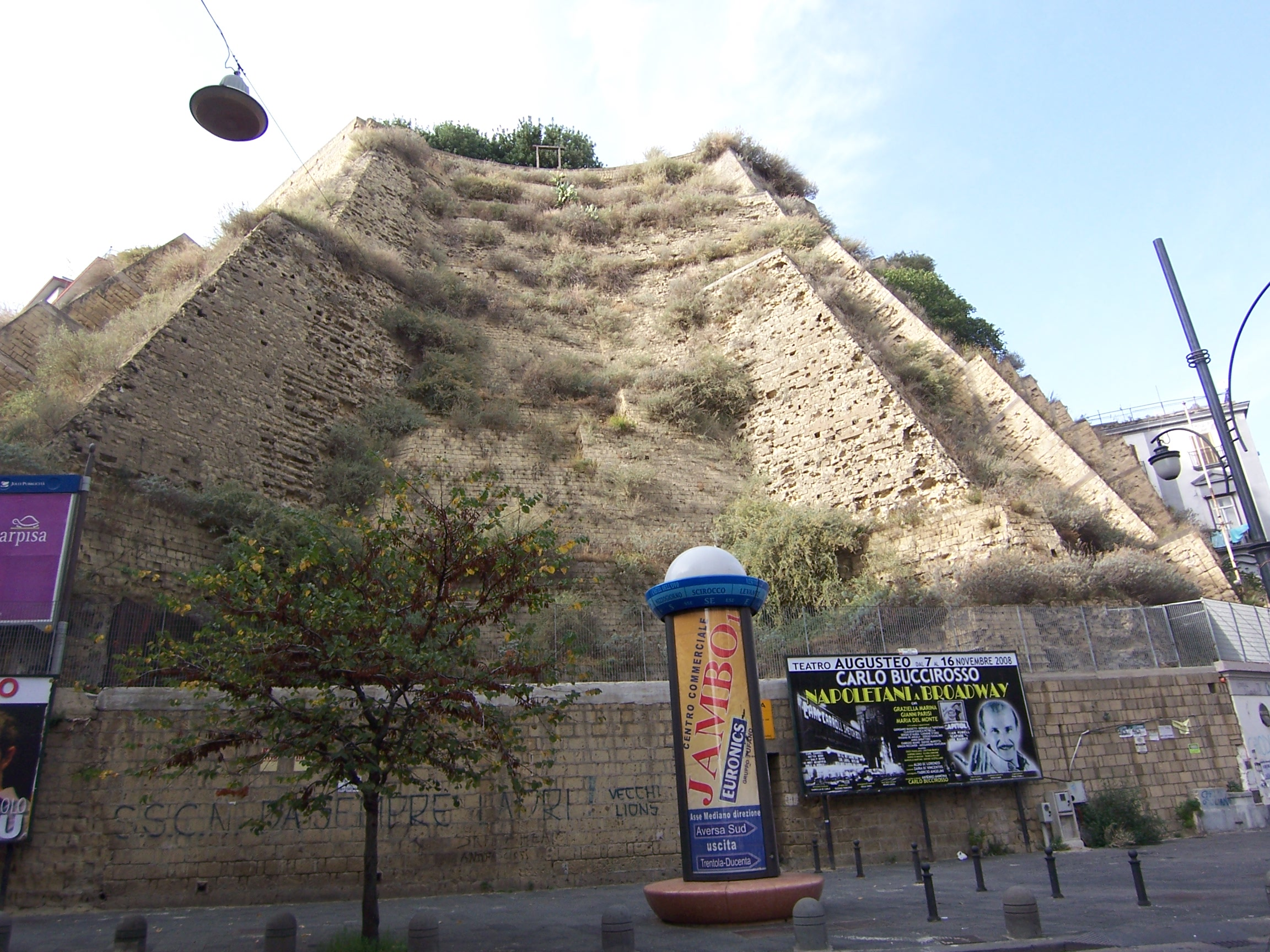
قسمتی از پارته نوپه واقع در شهر ناپل

پارته نوپه (به ایتالیایی: Partenope) نام شهری باستانی متعلق به یونانیان بود که در حال حاضر در محل کنونی شهر ناپل ایتالیا و در منطقهٔ سن فردیناندو می‌توان بقایای آن را دید. این شهر از تپه‌ای مشرف به ساحل تا جزیره‌ای کوچک به نام مگاریده (به ایتالیایی: Isolotto di Megaride) امتداد داشت. این شهر در واقع زیر بنای اولیهٔ ساخت شهر امروزی ناپل بود که توسط یونانیانی که در ۷۰۰ قبل از میلاد به آنجا مهاجرت کردند بنا شد.